# Трарего-Віджона
Трарего-Віджона, Трареґо-Віджона (італ. Trarego Viggiona, п'єм. Tràregh) — муніципалітет в Італії, у регіоні П'ємонт,  провінція Вербано-Кузіо-Оссола.
Трарего-Віджона розташоване на відстані близько 560 км на північний захід від Рима, 135 км на північний схід від Турина, 16 км на північ від Вербанії.
Населення — 401 особа (2014).
Щорічний фестиваль відбувається 16 серпня. Покровитель — святий Рох.

## Демографія
Населення за роками:

Станом на 1 січня 2023 року в муніципалітеті офіційно проживали 43 іноземці з 17 країн, серед них 16 громадян країн Євросоюзу та 5 громадян України.

## Сусідні муніципалітети
- Аурано
- Каннеро-Рив'єра
- Каннобіо
- Фальмента
- Оджеббіо